# Urvoso du Roch
Urvoso du Roch (né le 6 juin 2008) est un cheval hongre Selle français, monté en saut d'obstacles par Nicolas Delmotte. Sélectionné pour participer aux Jeux olympiques de Tokyo en 2021, il tombe malade de coliques juste avant la finale de la compétition. 

## Histoire
Il naît le 8 juin 2008, à l'élevage de M. Antoine Bollart, situé à Cavron-Saint-Martin. Ce dernier est un agriculteur et éleveur, par ailleurs maire de sa commune.
Urvoso du Roch est monté par le cavalier douaisien Nicolas Delmotte, qui d'après lui, fut le seul à croire que ce cheval ait un potentiel olympique.
Il passe avec succès l'inspection vétérinaire puis les épreuves de qualifications des Jeux olympiques de Tokyo, ce qui fait d'Urvoso et de Delmotte le seul couple français qualifié en individuel de saut d'obstacles. Pendant la nuit du jeudi 5 août, il est pris de coliques, ce qui pousse à le déclarer forfait pour les épreuves par équipes des Jeux olympiques de Tokyo, afin de protéger sa santé,,.

## Description
Urvoso du Roch est un hongre de robe alezan, inscrit au stud-book du Selle français. Il mesure 1,70 m.

## Palmarès
Il atteint un indice de saut d'obstacles (ISO) de 174 en 2019.

## Origines
C'est un fils de l'étalon Nervoso. Sa mère Émilie du Grand Bois est une fille de Grand d'Escla, lui-même fils d'Almé.